# Endromis rufescens
Endromis rufescens är en fjärilsart som beskrevs av Barend J. Lempke 1960. Endromis rufescens ingår i släktet Endromis och familjen skäckspinnare. Inga underarter finns listade i Catalogue of Life.